# Savilly
Savilly ist eine französische Gemeinde mit 79 Einwohnern (Stand 1. Januar 2022) im Département Côte-d’Or in der Region Bourgogne-Franche-Comté. Sie gehört zum Kanton Arnay-le-Duc und zum Arrondissement Beaune.
Nachbargemeinden Villiers-en-Morvan im Nordwesten, Bard-le-Régulier im Norden, Manlay im Osten, Lucenay-l’Évêque im Süden und Chissey-en-Morvan im Westen.

## Bevölkerungsentwicklung
| Jahr                       | 1962 | 1968 | 1975 | 1982 | 1990 | 1999 | 2008 | 2015 |
| -------------------------- | ---- | ---- | ---- | ---- | ---- | ---- | ---- | ---- |
| Einwohner                  | 156  | 118  | 110  | 88   | 69   | 68   | 76   | 82   |
| Quellen: Cassini und INSEE |      |      |      |      |      |      |      |      |